# Madonna: The Celebration Tour
The Celebration Tour ще бъде дванадесето подред световно турне на американската певица и актриса Мадона, организирано с цел да отпразнува 40-годишната кариера на певицата. Продуцирано е от Live Nation. Ще посети 35 града и ще започне на 15 юли 2023 г. в Роджърс Арена в град Ванкувър, Канада, като ще премине и през големи европейски градове като Лондон, Барселона, Париж, Милано и други. Обиколката се очаква да приключи на 2 декември 2023 г. в Зиго Доум, Амстердам, Нидерландия.
Това е първото турне на певицата, в което ще изпълнява най-големите си хитове от последните 40 години.
Мадона обяви официално турнето в социалните си мрежи на 17 януари 2023 г. с видео, включващо знаменитости като Джъд Апатоу, Джак Блек, Лил Уейн, Дипло, Кейт Берлант, Лари Оуенс, Меган Сталтър, Ерик Андре, Ейми Шумър и Боб Дъ Драг Куин, като последната личност ще бъде подгряваща на всичките концерти. Според официалното прессъобщение турнето „ще ни отведе на пътешествие в кариерата на Мадона, която е от 4 десетилетия на сцената“ и ще отдаде почит на Ню Йорк. Билетите са пуснати в масова продажба на 20 януари 2022 г., а с предварителна продажба през официалния фен клуб на певицата – на 17 януари 2023 г. в Северна Америка и на 18 януари 2023 г. в Европа.